# Campeonio
Campeonio, és un personatge i una sèrie de còmic d'humor, es va publicar per primera vegada a la revista El DDT (1a època) al número tres-cents cinquanta-tres publicat el 17 de febrer de 1958.
Es va publicar de manera continuada entre el 1958 i el 1959, aquest any es va deixar de publicar i no es va tornar a publicar fins a l'any 1969, al número trenta-cinc, de la revista Gran Pulgarcito. El creador fou el dibuixant, Joan Rafart i Roldán (Barcelona, 1928-1997) i posteriorment Andreu Martin (1949), al guió.

## Argument
Les característiques físiques de Campeonio Fláquez, són les d'un home baix, prim i que malgrat l'aspecte de persona jove només té quatre pèls comptats, al cap. Cara rodona i un nas prim i llarg.
La vida de Campeonio està marcada pel seu veí, el Paco Tapia que és un entrenador sord que busca atletes per promocionar-los. Libélula és l'ajudant de Paco Tapia, també és massatgista, i les seves característiques són: gros, robust, amb un coeficient intel·lectual limitat i és un gran lector de còmics. Aquests dos personatges s'aprofiten de Campeonio i li fan provar un beuratge, l'anomenat " Sindralon". Aquest beuratge, l'ha descobert un científic alemany, anomenat Von Panzen, i un savi japonès, Karatura Kemono, molt amic de Tapia, el Dr. Karatura Kemono. La funció del beuratge, és convertir en un gran esportista a qui en begui. Per provar-ho amb un individu li demanen a la portera si coneix algun jove que no hagi practicat mai esport. Aquesta els parla de Campeonio, que en veu, es converteix en un gran futbolista i fitxa a mitja temporada pel Saeta, després d'un fracàs al seu únic partit amb el Leandras C.F.
Abans d'enfrontar-se amb ells, Don Platini, president del Leandras C.F., intenta fitxar-lo novament, i després de la seva negativa, per evitar que el Saeta pugui guanyar-los, prova de segrestar-lo.
Personatges secundaris
Paco Tapia, entrenador i descobridor de nous talents. Libélula, ajudant de l'anterior. Von Panzen, que amb el Dr.Karatura Kemono, descobreixen el Sindralon.
A l'etapa de la revista Super Pulgarcito (Segona època), hi surten Esbirrez, el sicari de Don Platini o Li-Liput un pirata xines.

## Trajectòria editorial
Durant la seva primera etapa, Campeonio va ser una tira humorística d'inspiració esportiva. De fet, va ser un dels primers personatges que Raf va concebre en arribar a l'Editorial Bruguera. Però aquest Campeonio va desaparèixer l'any 1959. No va ser fins una dècada després quan el mateix personatge va reaparèixer a la revista Gran Pulgarcito, aquest cop dins d'una historieta llarga titulada “El Sidralón”, que es va publicar a Gran Pulgarcito números 35 a 39 amb una extensió total de 20 pàgines.
Amb la desaparició de Gran Pulgarcito, Raf, a vegades amb Andreu Martín com a guionista, va realitzar algunes noves entregues de la sèrie, aparegudes a Súper Pulgarcito. A Campeonio, Raf hi va aplicar un grafisme més acurat del que era l'habitual a Bruguera, amb uns ambients molt detallats en una clara aspiració a crear una sèrie duradora. Però Campeonio va desaparèixer definitivament l'any 1971, reapareixent posteriorment en histories reimpreses.
Autors
Dibuix i guions; Joan Rafart i Roldán (Barcelona, 22 de novembre de 1928 – Barcelona, 13 d'octubre de 1997) és el nom de l'autor de còmics conegut amb el pseudònim de Raf, també va utilitzar altres pseudònims menys coneguts com a Dino o Roldán.
Guions:; Andreu Martín i Farrero (Barcelona, 9 de maig de 1949) escriptor i guionista, 

## Curiositats
A la revista Gran Pulgarcito, número 39, de l'any 1969, a una de les vinyetes es veu el locutor de ràdio que retransmet el partit. El dibuix és una caricatura del locutor de ràdio Matías Prats Cañete (persona real)

## Publicacions
| Nom de la Publicació | Editorial               | Any                   | Número/s | Format         | Als números                         |
| -------------------- | ----------------------- | --------------------- | -------- | -------------- | ----------------------------------- |
| El DDT               | Editorial Bruguera,S.A. | V-1951 a 26-IX-1966   | 832      | Quadern Grapat | 353,356,361,362,363,368,376,382,402 |
| Gran Pulgarcito      | Editorial Bruguera,S.A. | 1969 a 1970           | 44       | Quadern Grapat | 35,36,37,38,39,49,53,54,55,56,57    |
| Alegres Historietas  | Editorial Bruguera,S.A. | 1970 a 1973           | 44       | Llibre cartone | 1                                   |
| Super Pulgarcito     | Editorial Bruguera,S.A. | XII-1970 a XII-1983   | 152      | Quadern Grapat | 2,4,5,6,7,8                         |
| Mortadelo Especial   | Editorial Bruguera,S.A. | 10-III-1975 a VI-1986 | 218      | diversos       | 4                                   |